# Pincsou
Pincsou (egyszerűsített kínai írással: 滨州) prefektúra szintű város Kínában, Santung tartományban. Lakosainak száma 3 928 568 fő (2020).

## Népesség
| 2010 | 3 748 474 |
| 2020 | 3 928 568 |

## Testvérvárosok
- Kaluga